# William Timmons
William Richardson Timmons IV (Greenville, 30 aprile 1984) è un politico statunitense, membro della Camera dei Rappresentanti per lo stato della Carolina del Sud.

## Biografia
Nato a Greenville, Timmons frequentò la George Washington University e si laureò in giurisprudenza presso l'Università della Carolina del Sud, per poi intraprendere la professione di avvocato.
Prestò servizio come primo tenente nei JAG per l'Army National Guard e fondò uno studio legale. Tra il 2006 ed il 2007 fu membro dello staff del senatore del Tennessee Bill Frist.
Entrato in politica con il Partito Repubblicano, nel 2016 Timmons fu eletto all'interno del Senato di stato della Carolina del Sud, la camera alta della legislatura statale.
Nel 2018 annunciò la propria candidatura alla Camera dei Rappresentanti per il seggio lasciato dal compagno di partito Trey Gowdy. Timmons riuscì ad aggiudicarsi le primarie al ballottaggio e successivamente si affermò anche nelle elezioni generali, divenendo deputato.